# Artemisia sieversiana
Artemisia sieversiana là một loài thực vật có hoa trong họ Cúc. Loài này được Ehrh. mô tả khoa học đầu tiên năm 1800.